# درخت‌گاه‌شماری

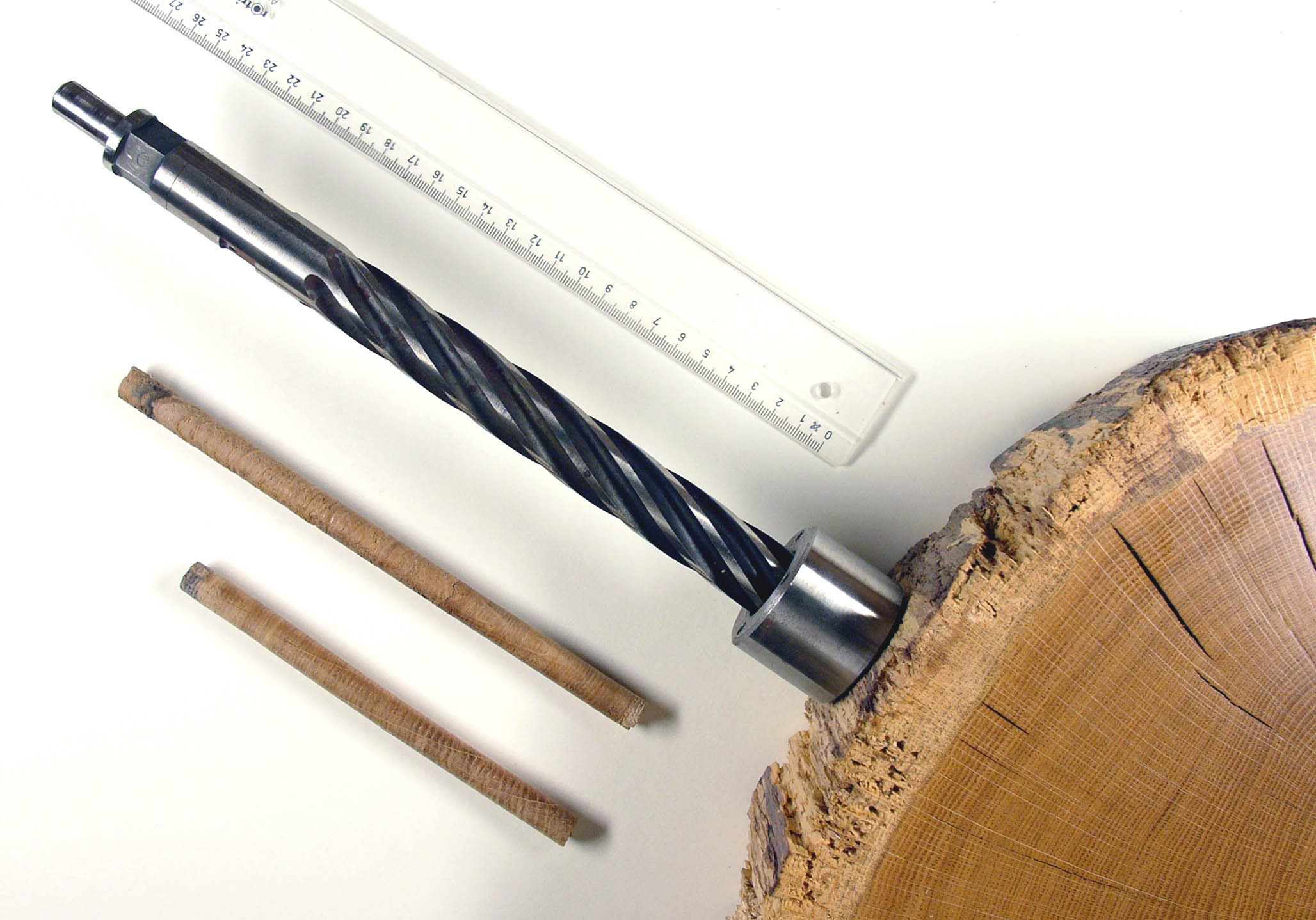
نمونه‌های تهیه شده به وسیله دریل.

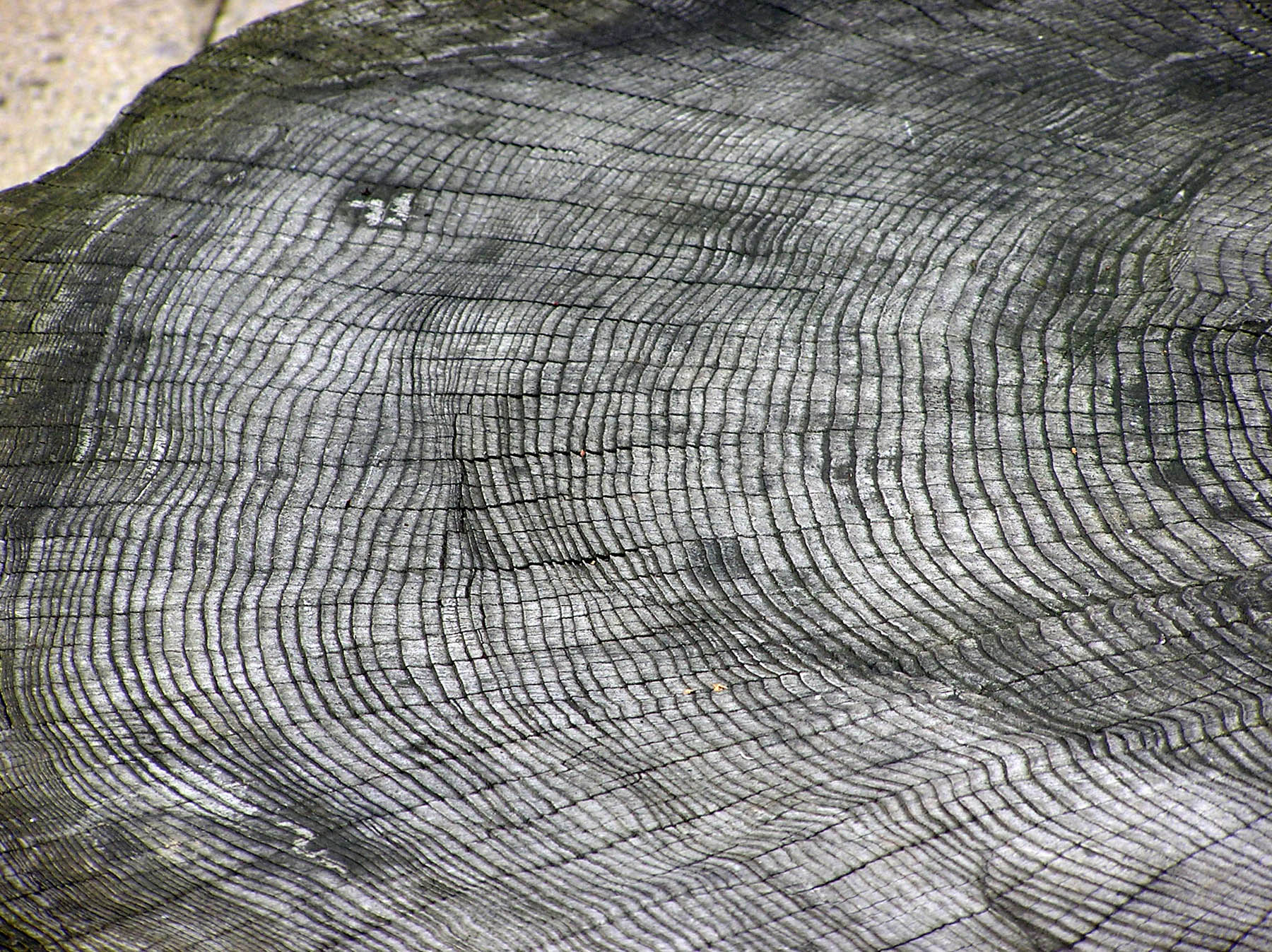
رشد حلقه‌ها در چوب تنه درخت در باغ وحش بریستول انگلستان، هر حلقه نشان دهندهٔ یک سال از عمر درخت است. حلقه‌های نزدیک مرکز پیرترین و دور از مرکز جوانترین‌ها هستند.

مطالعه و تحلیل حلقه‌های رشد سالانهٔ درختان و استفاده از آن‌ها برای تعیین تغییرات اقلیمی در دوره‌های گذشته و تحقیقات باستان‌شناختی را درخت‌گاه‌شماری (dendrochronology) یا تحلیل حلقهٔ درخت (tree-ring analysis) می‌گویند.
این روش، روشی برای دوران‌شناسی و مطالعه قدمت محیط از روی حلقه‌های شکل گرفته در چوب تنه درختان است. همچنین با استفاده از این روش می‌توان تغییرات آب و هوایی گذشته را که به وسیله حلقه‌های رشد سالیانه درختان ثبت می‌شوند را مطالعه کرد.
اولین بار ای. ئی. داگلاس روش سالیابی رشد حلقه‌های درختان را ارائه کرد. نتایج بررسی‌های داگلاس نشان‌دهندهٔ درصد رشد منظم و متناسب با دیگر حلقه‌های درختان برای دوره‌های زمانی طولانی بود. آگاهی از پیروی درختان از یک الگوی رشد منظم، داگلاس را ترغیب کرد تا نمونه‌های چوب با قدمت نامعلوم را در مقایسه با پهنای حلقه‌های درختانی با قدمت مشخص سالیابی کند. وی در دههٔ ۱۹۲۰ سالیابی رشد حلقه‌های درختان را به عنوان یکی از کاربردهای این حوزهٔ علمی معرفی کرد. در دههٔ ۱۹۴۰ هوبر نخستین کسی بود که در اروپا در این زمینه شروع به کار کرد و به موفقیت‌های مهمی رسید.

## اصول نظری
این روش سالیابی بر اساس چهار پیش‌فرض زیست شناختی بنا شده است:
1. رشد درختان را می‌توان در حلقه‌های سالانهٔ قابل تشخیص مشاهده کرد.
2. پهنای حلفه‌های درختان تحت تأثیر شرایط آب و هوایی محیط قرار دارد و در سال‌های مختلف متفاوت است.
3. پهنای حلقه‌هایی که به‌طور هم‌زمان رشد کرده‌اند
4. پهنای حلقه‌های پیاپی در درختان مختلف یک گونه، در مناطق وسیعی با یکدیگر متناسبند.

در تمامی مناطق آب و هوایی که یک دورهٔ زمستانی دارند، همه ساله یک حلقه به دور هسته موجود حلقه‌های چوبی درختان رشد می‌کند. پهنای حلقه‌ها با سن درخت تغییر می‌کند. هر چه درخت پیرتر می‌شود، پهنای حلقه‌ها کمتر می‌گردد. حلقه‌های داخلی درخت، پهن‌تر از حلقه‌های بیرونی هستند و این نکات به آب و هوا و وضعیت جغرافیایی محل رشد درخت بستگی ندارد. در حلقه‌های تشکیل شده، چوب بهاره با چوبی که در تابستان رشد می‌کند متفاوت است. چوب تشکیل شده در بهار وظیفه حمل سریع آب در آغاز دوره رشد را به عهده دارد. چوب تابستانه تحکیم مکانیکی چوب را انجام می‌دهد. با چشم غیر مسلح می‌توان تفاوت این دو را متوجه شد. با بررسی این تغییر مداوم رنگ چوب می‌توان حلقه‌های رشد یافته در هر سال را از خلقه‌های سال قبل و بعد از آن تشخیص داد.

## سالیابی به وسیلهٔ حلقه‌های درختان
برای تعیین سن یک درخت تازه بریده شده (یعنی زمانی که از کاشت درخت تا بریدن آن گذشته است) می‌توان حلقه‌های رشد را از خارج تک تک شمرد تا به اولین حلقه رسید. تعداد حلقه‌های شمارش شده، مدت زمان زندگی درخت را نشان می‌دهد. ازی آنجا که درختانی که در شرایط جوی یکسان رشد می‌کنند توالی یکسانی دارند، می‌توان از طریق مقایسه و هم‌پوشانی پهنای حلقه‌های درختان قدیمی تر با درختانی که به تازگی بریده شده‌اند، الگوی رشد حلقه‌های درختان را تا سال‌های دور پیگیری کرد.

## نمونه برداری و اندازه‌گیری
برای اندازه‌گیری پهنای حلقه‌های درختان باید یک مقطع عرضی از نمونه مورد نظر تهیه کرد. این مقطع به وسیلهٔ مته‌های مخصوص که می‌توانند یک قطعه چوب را از درون نمونه به‌طور کامل بیرون بیاورند انجام می‌شود. برای چوب‌های نرم می‌توان از یک تیغهٔ بسیار تیز استفاده کرد. باید دقت کرد که نمونه تا حد امکان در بر گیرندهٔ تعداد زیادی از حلقه‌های موجود در چوب اصلی باشد. نمونه‌های که کمتر از سی سال از دوره رشد درخت را دربر گیرند (کمتر از سی حلقه) قابل سالیابی نیستند. پهنای حلقه‌ها باید در زیر ذره بینی با بزرگ نمایی ۶ برابر قابل اندازه‌گیری باشد. بنا به دلایل زیست‌شناسی، برخی از درختان در بعضی از سال‌ها فاقد حلقه‌های رشد یا در یک سال دو حلقه دارند. سالیابی این درختان بسیار مشکل است. برای سالیابی تیرهای چوبی یک بنا باید دقت کرد نمونه برداری از چند نقطه انجام گرددو نمونه‌ها حتماً شامل ابتدا و انتهای تیر چوبی باشند. اگر نمونه با ارزشی برای سالیابی در نظر گرفته شود، باید به برداشتن قطعات کوچک ۱۰ تا ۱۵ میلی‌متری اکتفا کرد و روند سالیابی را یا دقت بیشتر و زمان بیشتر انجام داد. بسیاری از هنرمندان گذشته نقاشی‌های خود را روی چوب می‌کشیدند. برای سالیابی بوم این تابلوها می‌توان با مشاهده مستقیم یا ذره بین یا میکروسکوپ‌های مناسب، پهنای حلقه‌های چوب را مشخص کرد. برخی از نمونه‌ها که مدتی در محل مرطوب یا زیر خاک بوده‌اند، پس از قرار گرفتن در معرض هوا و خشک شدن بسیار شکننده می‌شوند. برای جلوگیری از آسیب‌های احتمالی می‌توان نمونه را به محلول گازوِیئل، پارافین آغشته کرد پس از بخار شدن این دو، در سلول‌ها و منافذ آن جذب شده و از شکنندگی آن جلوگیری می‌کند. روش دیگر برای محافظت چوب برای سالیابی، آغشته کردن آن به پلی اتیلن گلی کول است که تا حدودی برای استحکام آن کمک می‌کند. پس از این مرحله باید پهنای حلقه‌ها رو اندازه‌گیری کرد. برای این کار می‌توان از یک تلسکوپ نوری استفاده کرد به وسیله سخت‌افزارهای مناسب به رایانه متصل بوده،نتایج به‌طور مستقیم ثبت شود. در آزمایشگاه‌هایی که مجهز به دستگاه‌های اشعه ایکس می‌باشند، با تهیه عکس رادیو گرافی، دقت اندازهٔ پهنای حلقه‌ها خیلی بیشتر از میکروسکوپ می‌باشد. نمودارهای بدست آمده را باید روی کاغذهای شفاف نیمه لگاریتمی ترسیم کرد.
پیشگامان ابداع روش‌های جدید و استفاده از رایانه در سالیابی حلقه‌های درختان اکشتاین، باوخ و لیزه هستند.

## نمودارهای شاهد
برای دست یابی به نتایج صحیح، کاهش خطا و سالیابی نمونه‌هایی با قدمت نا معلوم، باید نمودار رشد حلقه‌های درختان از زمان حال تا دوره‌ای که نمونه متعلق به آن است، در دسترس باشد (نمودار شاهد)). طبیعی است که برای سالیابی نمونه‌هایی با قدمت نا معلوم، باید نمودار‌های شاهدی وجود داشته باشد تا حد امکان در بر گیرندهٔ سل‌های طولانی تری باشد. برای رسم نمودارهای شاهد، در مرحلهٔ اول باید پس از نمونه برداری از درختان زنده یا تازه بریده شده، نمودارهای آن‌ها را تهیه کرد. مرحلهٔ بعد مقایسه نمودارهای حلقه‌های درختان قدیمی تر با قدمت مشخص، شناسایی مناطق مشابه و محدوده‌های همپوشان نمودارها برای ترسیم نهایی شاخص یا نمودار شاهد است، به این ترتیب می‌توان به یک نمودار شاهد با چند صدسال دست یافت. این نمودارها باید دایماً با یافته‌های جدید اصلاح و بهینه شوند.